# ويكيبيديا النرويجية

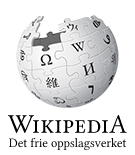
شعار ويكيبيديا النرويجية (نينورسك)

ويكيپيديا النرويجية هي قسم اللغة النرويجية لموسوعة ويكيبيديا. وتتوفر منها نسختان بلهجتين (أو نظامين للكتابة): البوكمول والنينورشك. أطلقت في 26 نوفمبر عام 2001، وكانت كتابةُ المقالات بأي النظامين، حتى 31 يوليو 2004 عندما أطلقت نسخة خاصة للنينورشك وخصصت النسخة الأصلية للبوكمول، وخلال عام 2008 أصبح لدى نسخة البوكمول أكثر من 200 ألف مقالة، ونسخة النينورشك أكثر من 40 ألف مقالة.

## التاريخ
أطلقت ويكيبيديا النرويجية في 26 نوفمبر 2001، ولم تحدد طريقة الكتابة التي يجب استخدامه، على الرغم من أنه في الواقع، كانت جميع المقالات تكتب تقريبًا ببوكمول. وكانت ويكيبيديا النرويجية في الأصل تحمل عنوان no.wikipedia.com، ولكن في أغسطس 2002، انتقلت جميع إصدارات ويكيبيديا من نطاق wikipedia.com إلى wikipedia.org، بعد وقت قصير من إعلان جيمي ويلز أن ويكيبيديا لن يكون لها إعلانات تجارية أبدًا.
أطلقت النسخة الخاصة بنينورسك في 31 يوليو 2004 ونمت بسرعة. بعد تصويت في عام 2005، أصبح موقع بوكمول الموقع النرويجي الرئيسي.[بحاجة لمصدر]
بحلول فبراير 2007، كان عدد مقالات بوكمول أكثر من 100000 مقال وكان موقع نينوشك يحتوي على أكثر من 20000 مقالة. في فبراير 2006، أصبحت نسخة ة بوكمول في المرتبة الثالثة عشرة بين الويكيبيديات حسب عدد المقالات وكانت تضم أكثر من 50000 مقالة، وبعد عام واحد كانت في المرتبة الرابعة عشرة لتصل إلى 100000. بعد أن تجاوزتها ويكيبيديا الفنلندية في أبريل 2006. ولكن في سبتمبر 2007، تجاوزت ويكيبيديا بوكمل الفنلندية، ومنذ ذلك الحين احتلت المركز الثالث عشر بين الويكيبيديات.

## الإحصائيات
| عدد المستخدمين المسجلين | عدد المستخدمين النشيطين | عدد المقالات | صفحات المحتوى | عدد التعديلات | عدد الملفات المرفوعة | عدد الإداريين |
| ----------------------- | ----------------------- | ------------ | ------------- | ------------- | -------------------- | ------------- |
| 643٬375                 | 3٬052                   | 644٬068      | 1٬852٬115     | 24٬993٬794    | 4                    | 38            |

| عدد المستخدمين المسجلين | عدد المستخدمين النشيطين | عدد المقالات | صفحات المحتوى | عدد التعديلات | عدد الملفات المرفوعة | عدد الإداريين |
| ----------------------- | ----------------------- | ------------ | ------------- | ------------- | -------------------- | ------------- |
| 141٬911                 | 159                     | 174٬250      | 394٬179       | 3٬589٬479     | 10                   | 15            |